# Amblyrhynchotes honckenii
Amblyrhynchotes honckenii es una especie de peces de la familia Tetraodontidae en el orden de los Tetraodontiformes.

## Morfología
Los machos pueden llegar alcanzar los 30 cm de longitud total.

## Hábitat
Es un pez de mar de clima tropical y asociado a los  arrecifes de coral que vive hasta los 400 m de profundidad.

## Distribución geográfica
Se encuentra desde Sudáfrica hasta la China e Islas Marshall (Micronesia ).

## Observaciones
- Es un pez muy  venenoso, hasta el punto que no es depredado ni por otros peces  ni por las aves marinas. Los humanos tampoco pueden comer y las  manos deben lavarse cuidadosamente después de manipularlo.